# Jerina
Jerina je priimek v Sloveniji, ki ga je po podatkih Statističnega urada Republike Slovenije na dan 1. januarja 2010 uporabljalo 335 oseb.

## Znani nosilci priimka
- Andreja Jerina (*1961), kemičarka, revizorka, državna sekretarka
- Ciril Jerina (1899—1976), duhovnik
- Claudia Jerina Mestnik (*1968), knjižničarka v NM
- Friderik Jerina (1906—1996), slikar, restavrator (od 1945 na Koroškem)
- Jaka Jerina (*1987), glasbeni pedagog, dirigent
- Klemen Jerina (*1973), biolog (strok. za gozdno živalstvo)
- Pavla Jerina Lah (1916—2007), partizanska zdravnica, kirurginja